# Anisobas separatus
Anisobas separatus là một loài tò vò trong họ Ichneumonidae.